# Niguza ocilita
Niguza ocilita là một loài bướm đêm trong họ Erebidae.